# Songdo
Songdo (kor. 송도, również New Sondo City, Songdo International Business District (SIBD)) – nowoczesne miasto biznesowe typu ubiquitous city. Aktualnie znajduje się w trakcie rozbudowy. Jest położone na sztucznie usypanej wyspie w pobliżu miasta Incheon w Korei Południowej. Stanowi część Specjalnej Strefy Ekonomicznej Incheon. Songdo jest połączone 21-kilomentrowym mostem drogowym z Międzynarodowym Portem Lotniczym Incheon. W zamierzeniu Songdo ma konkurować z takimi miastami, jak Szanghaj, Hongkong czy Singapur. Zakończenie budowy planowane było na 2015 rok.
Plany przewidują, oprócz typowych biurowców, również budowę szkół, szpitali i apartamentowców, a także repliki atrakcji turystycznych, takich jak nowojorski Central Park czy kanały weneckie. Koszt projektu ocenia się na 40 mld USD.